# Невеста в жёлтом
«Невеста в жёлтом» (азерб. Sarı Gəlin, перс. ساری گلین‎, тур. Sarı Gelin; иногда «Златовласая невеста», «Сары гялин») или «Сари ахчик» (арм. "Սարի աղջիկ", "Սարի գյալին", "Աղջի, մերըդ մեռել ա", "Չոբան, տավարդ քշիր", иногда «Сари гялин», «Невеста с гор», «Невеста с гор», «Девушка гор») — народная песня, популярная в Азербайджане, Армении, Иране и Турции, в которой воспевается любимая девушка и невеста.

## Названия песни
Словосочетания Sarı Gelin в турецком и Sarı Gəlin — Сары гялин в азербайджанском языках переводятся как «жёлтая невеста», «невеста в жёлтом», может означать и «златовласую невесту» и «юную невесту».
Армянское название (Սարի աղջիկ — Сари ахчик) обозначает «девушка гор». Другое армянское название песни (Սարի գյալին — Сари гялин) обозначает «невеста с гор». В Турции песня также известна под названием «Erzurum Çarşı Pazar» («Эрзурумский базар»).

## Происхождение
Происхождение песни является предметом дискуссий. Существует несколько версий происхождения песни:
Специалист по турецкому фольклору Д. Дюзгюн (Dilaver Düzgün) исследуя характерные для тюркского фольклора структуру мелодии и сюжетную постановку песни, отмечает что встречающийся в тюркской мифологии «желтый цвет» является важным элементом, а словосочетания «жёлтая невеста» (sarı gelin), «жёлтая девушка» (sarı kız) часто встречаются и в народных мелодиях тюркских народов, населявших Анатолию, Балканы, даже у узбеков, казахов, туркмен и татар, и приходит к выводу о тюркском[уточнить] происхождении песни
По мнению турецкого учёного, специалиста в области масс-медиа Г. Каранфила (Gökçen Karanfil), песня «Сары Гелин» происходит от безымянной армянской песни, которая через века стала частью турецкой культуры. Ряд турецких учёных, музыкантов и журналистов, не являющихся специалистами по турецкому народному фольклору, считают, что песня армянского происхождения. Турецкий композитор и музыкант С. Юрдатапан (Sanar Yurdatapan) считает, что распространенная в Турции песня «Сары Гелин» является армянской народной песней.
Российский музыковед Л. Г. Бергер реконструирует мелодию песни «Сары Гялин», в числе других древнейших армянских песен, до хурритских напевов (хурриты являются одними из предков армян, подробнее см. Этногенез армян). Согласно этой реконструкции, «Сары гялин» интонационно-типологически близка хурритскому гимну․

### Азербайджанские версии
Азербайджанский певец и музыковед-фольклорист Бюльбюль (Муртуза Мамедов), выступая на III съезде ашугов, отметил, что песня «Невеста в жёлтом» зародилась в Карабахе. Одним из объяснений являлось то, что по традиции когда к девушке сватались, то на следующий день она была в жёлтом платье. По словам искусствоведа Эльнары Дадашовой, слова песни «Не отдадут тебя за меня» говорят о том, что девушка уже сосватана, так как одета в жёлтое.
Азербайджанский музыковед Саадет Тахмираз-кызы отмечает, что песня «Сары гялин» появилась во времена правления шаха Исмаила Хатаи. По её словам, Хатаи посвятил эту песню своей возлюбленной, о чём по словам Тахмираз-кызы, говорит схожесть строки «Не срывают влажный цветок» (азерб. Gülü sulu dərməzlər) из песни и строки из поэзии шаха, где тот сравнивает красивую девушку с цветком. Данную версию происхождения песни поддерживает также руководитель научно-исследовательской лаборатории Азербайджанской национальной консерватории искусствовед Аббаскули Наджафзаде.

## Обработка и запись
Один из армянских вариантов песни ("Սարի աղջիկ" или "Աղջի, մերըդ մեռել ա") был записан армянским фольклористом и композитором Комитасом 27 июля 1913 г. в деревне Эвджилар Сурмалинского уезда (Эриванская губерния). В 1932 году армянский композитор С. Бархударян обработал ещё один армянский вариант народной песни ("Девушка гор") для фортепиано и голоса.
Азербайджанский вариант песни был обработан и положен на ноты азербайджанским композитором Асефом Зейналлы (1928—1932). На ноты азербайджанский вариант песни положил также другой азербайджанский композитор Саид Рустамов. Ещё одна нотная запись азербайджанского варианта песни, выполненная композитором Сиявушом Керими, была опубликована в 2005 году в сборнике «Азербайджанские народные песни». Композитор Эльнара Дадашова обработала песню «Сары гялин» для хора и солиста.

## Структура песни
Исследователь турецких народных песен Мердан Гювен выявляет определённые различия в исполнении песни «Эрзурумский базар» (Erzurum Çarşı Pazar) и известной в Карсе, Азербайджане и Армении песни «Сары Гелин». Эрзурумская песня построена на рифмах «мани». В исполняемой же в других регионах песне с одинаковой мелодией не встречаются географические названия. Мелодия песни «Сары Гелин» одинакова повсюду, однако мелодии по регионам воспринимаются как отличные. Основная причина подобного восприятия заключается в способе исполнения. Составленная в Эрзуруме песня «Сары Гелин» исполняется в размере 10/8. Эта мелодия более ритмичная. А «Сары Гелин», которая распространена в Карсе, Азербайджане и Армении, исполняется в размере 3/4. Эта мелодия по сравнению с исполняемой в Эрзуруме одинакова в плане напева, но исполняется в более тяжёлом ритме. Гювен  считает, что здесь рассматриваются не разные произведения, а одна и та же народная песня, исполняемая разными способами.
Азербайджанский искусствовед Эльнара Дадашова указывает, что песня «Невеста в жёлтом» имеет ту же структуру, что и азербайджанский народный танец «Налбеки». В Учебнике по преподаванию азербайджанских ладов (Баку, 2014) Бакинской музыкальной академии песня «Сары гялин» была отнесена к звукоряду лада «Шур». В данном издании были опубликованы также ноты песни. Азербайджанский музыковед Саадет Тахмираз-кызы также отмечает, что песня «Сары гялин» относится к ладу «Шур». По словам Тахмираз-кызы, с точки зрения ритмических и мелодичных оттенков эта песня сложена в стиле азербайджанских народных песен. Исполнительские же особенности песни, согласно музыковеду, основаны на традициях азербайджанской народной музыки.
Рассматривая мелодическую структуру песни, азербайджанский искусствовед специалист по истории и теории азербайджанских народных песен Джейран Махмудова отмечает, что мелодия песни, основанная на ладе «Шур», привлекает внимание своей простотой и выразительностью. Мелодия, сложенная на основе развития одного мелодического предложения, начинается квинтетным скачком. Квартетные или квинтетные скачки в начале песни, по словам Махмудовой, часто встречаются в азербайджанской народной музыке.

## История исполнения

### Азербайджанская версия
Азербайджанский вариант песни в своё время исполняли ханенде (исполнители мугамов) Гаджи Гуси, Саттар, Мешади Мамед Фарзалиев, Кечачи оглы Мухаммед, Джаббар Карьягдыоглы. Позже певцы-ханенде Аловсат Садыгов, Абульфат Алиев, Бакир Гашимов, Гадир Рустамов, Джанали Акперов и другие также включили в свой репертуар эту песню.
Песня исполнялась также инструментально. Лучшими примерами такого исполнения, по словам музыковеда Саадет Тахмираз-кызы, являются исполнения кеманчиста Габиля Алиева, пианиста Чингиза Садыхова и балабаниста Фархада Гусейнова. По-новому в соответствии с требованиями азербайджанской эстрады песня «Сары гялин» была исполнена Акифом Исламзаде.
В 2013 году песню «Сары гелин» на азербайджанском языке спел Тото Кутуньо. В 2014 году Сами Юсуф представил клип, снятый на песню «Сары гялин», которую он исполняет на английском и азербайджанском языках.

### Армянская версия
Различные армянские варианты песни входили в репертуар известных исполнителей армянской народной и ашугской музыки. Среди них Шара Тальян, Павел Лисициан, Татевик Сазандарян, Рубен Матевосян, Флора Мартиросян, Анна Маилян.
Инструментальная обработка мелодии для исполнения на таре была сделана армянским композитором Арамом Мерангуляном. На духовых инструментах песню исполняли Юрий Аракелян (шви; под аккомпанемент фортепиано в исполнении М. Вартазаряна, 1961 г.), Норайр Карташян.
Сегодня песню можно услышать в исполнении современных эстрадных исполнителей, ансамблей народной музыки и др.: Andre, Emmy, Gaby, Соны Рубенян, Микаела Восканяна, Асмик Арутюнян, «Nairyan vocal ensemble».
В 2013 году в эфире BBC Persian песню совместно исполнили армянский дудукист Дживан Гаспарян и иранский музыкант Хусейн Ализаде на азербайджанском, армянском и персидском языках.
Армянскую версию песни также исполняли такие турецкие певцы, как Сезен Аксу, Нилуфер Акбал, курдско-турецкий музыкант Ферхат Тунч (на армянском и турецком языках), турецкая группа «Kardeş Türküler».

## Слова песни
Не заплетают концы волос.

Не отдадут тебя за меня.

Что бы — мне дожить до дня,

Когда увижу лик моей возлюбленной…

Что мне делать, горе мне, горе.

Что мне делать, горе мне, горы!

Златовласая невеста…
Азербайджанский текст песни был опубликован в 1982 году в Баку в первом томе («Фольклор») «Библиотеки азербайджанской классической литературы», изданном под редакцией Гамида Араслы. Составителями тома были Тахмасиб Фарзалиев и Исрафил Аббасов. Народные песни, тексты которых были опубликованы в этом издании, были собраны из книг «Народные песни», составителем которой был А. Багиров (Баку, 1961) и «Народные песни и танцевальные мелодии» Ахмеда Исазаде и Наримана Мамедова (Баку, 1975).
В 2001 году в Баку азербайджанский текст песни был опубликован в сборнике «Тысяча и одна песня», изданном публицистом Рафиком Бабаевым.
Специалист по турецкому фольклору Д. Дюзгюн отмечает, что в турецком варианте песни, называющейся «Erzurum çarşı pazar», припев испытал азербайджанское влияние, поскольку фраза «nenen ölsün» распространена в азербайджанском языке, тогда как в Эрзеруме распространена фраза «anan ölsün» По словам Дюзгюна, слово «neynim», которое повторяется в припеве и сокращается от выражения «ne eyleyeyim» («что мне делать»), распространено в Северо-Восточной Анатолии, Азербайджане и среди туркмен Ирака. Хотя в азербайджанском варианте песни основные части отличаются от турецкого, в части припева включены слова «neylim aman aman, neylim aman aman, sarı gelin».
Азербайджанская версия песни начинаетс словами «saçın ucun hörməzlər» («не заплетают концы волос»), где слово «ucun» соответствует единственному большому восходящему ритму песни, а глагол «hörməzlər» начинается акцентированным сильным ритмом с последующими слогами, метрически подчеркивающими три равных ритма. В последующих стихах прослеживается просодический стиль. Первый слог слова «hörməzlər» является основой глагола и является наиболее важным в отношении значения текста, поэтому мелизматический и аффективный выбор этого слога оказывает заметное влияние на ощущение исполнения и направляет отношения певца и публики к теме песни.
Говоря о первой строке песни «не заплетают концы волос», искусствовед Эльнара Дадашова отмечает, что по традиции волосы усопшей женщины заплетали в косу, чтобы они не раскрылись, однако концы волос живого человека до конца не заплетали, веря, что благодаря своей структуре эти косы играют роль в высвобождении отрицательной энергии.
| Слова песни (на азерб.) | Слова песни (на арм.) | Слова песни (на тур.) |
| --- | --- | --- |
| Saçın ucun hörməzlər, Gülü sulu dərməzlər, sarı gəlin. Bu sevda nə sevdadır? Səni mənə verməzlər, Neynim aman, aman, Neynim aman, aman, sarı gəlin. Bu dərənin uzunu, Çoban qaytar quzunu, quzunu. Nə ola bir gün görəm Nazlı yarımın üzünü. Neynim aman, aman, Neynim aman, aman, sarı gəlin. Bu sevda nə sevdadır? Səni mənə verməzlər, Neynim aman, aman, Neynim aman, aman, sarı gəlin. Səni mənə verməzlər, Ay nənən ölsün Sarı gəlin, aman, Neynim aman, aman, sarı gəlin. Первые четыре куплета повторяются после каждого исполнения. | Աղջի, մերըդ մեռել ա Նեյնիմ աման, օ՜յ, օ՜յ, Նեյնիմ աման. Շորերըդ կեղտոտել ա, Վա՜յ, մերըդ մեռնի Սարի աղջիկ, օ՜յ, օ՜յ, Մարալ աղջիկ, օ՜յ, օ՜յ, Ջեյրան աղջիկ: Լվանամ վարդի ջրով, Չորացնեմ բերնի գոլով:"Աղջի, մերըդ մեռել ա" (Эвджилар, 1913) Վարդ սիրեցի փուշ դառավ, Դիլե յաման, դիլե յաման, դիլե յաման, Գնաց, ուրիշին առավ, Ա՜խ, մերըդ մեռնի, սարի աղջիկ, ո՜յ, ո՜յ, Քարի աղջիկ, ո՜յ, ո՜յ, Քար սիրտ աղջիկ, ո՜յ, ո՜յ, Չար սիրտ աղջիկ: Գընաց ուրիշին առավ, Դիլե յաման, լեյլի յար ջան: Յեղնիկ եմ նետը կրծքիս, Դիլե յաման... Տիրել ես խելք ու մտքիս, Ա՜խ, մերըդ մեռնի... Մին ու ճարիս մեղքացիր, Դիլե յաման... Թույն մի ածա թեժ վերքիս, Ա՜խ, մերըդ մեռնի..."Девушка гор" (Эривань, 1932) Կցոլա փարվան սարին, Նեյնիմ աման, աման, Նեյնիմ աման, սարի գյալին, Ձեն տուր, գա էն իմ յարին. Հոպ, մերդ մեռնի, Սարի գյալին, սարի գյալին, Աման, դարդոտ յարին։ Ծառի տակը էր ունիմ, Նեյնիմ աման, աման... Ըռանգ-ըռանգ թել ունիմ. Հոպ, մերդ մեռնի, Սարի գյալին... Չոբան, տավարդ քաշի, Նեյնիմ աման, աման... Ես քեզ վրա սեր ունիմ. Հոպ, մերդ մեռնի, Սարի գյալին...Из сборника "Ергаран" (Ереван, 1966) Չոբան, տավարդ քշիր նեյնիմ , աման , աման, նեյնիմ աման, աման, սարի գյալին։ Ես քեզի վրա սեր ունեմ, հոպ մերտ մեռնի , Սարի գյալին աման, սարի գյալին աման, Սաթո յարին։ Գնացի արար, հաց տարա, նեյնիմ աման, աման, նեյնիմ աման, աման, սարի գյալին: Յարիս տեսա ետ դառա, հոպ մերդ մեռնի, Սարի գյալին աման, սարի գյալին աման, Սաթո յարին։"Չոբան, տավարդ քշիր" (Нор-Баязет/Ереван, 1980) | Erzurum çarşı pazar leylim aman aman Leylim aman aman leylim aman aman sarı gelin İçinde bir kız gezer ay nenen ölsün sarı gelin aman Sarı gelin aman sarı gelin aman suna yarim Erzurum’da bir kuş var leylim aman aman Leylim aman aman leylim aman aman sarı gelin Kanadında gümüş var ay nenen ölsün sarı gelin aman Sarı gelin aman sarı gelin aman suna yarim Elinde divit kalem leylim aman aman Leylim aman aman leylim aman aman sarı gelin Katlime ferman yazar ay nenen ölsün sarı gelin aman Sarı gelin aman sarı gelin aman suna yarim Palandöken güzel dağ leylim aman aman Leylim aman aman leylim aman aman sarı gelin Altı mor sümbüllü bağ ay nenen ölsün sarı gelin aman Sarı gelin aman sarı gelin aman suna yarim Vermem seni ellere leylim aman aman Leylim aman aman leylim aman aman sarı gelin Niceki bu halimse ay nenen ölsün sarı gelin aman Sarı gelin aman sarı gelin aman suna yarim |

## В культуре

### В музыке
Мелодия «Сари гялин» легла в основу сонаты-песни для альта-соло (1976) Арама Хачатуряна - «лебединой песни» армянского композитора.
Песня «Сары гялин» использовалась азербайджанскими композиторами в своих произведениях как в форме цитат, так и в виде проработки.
В увертюре "На русские и восточные темы" композитора Сергея Дягилева-младшего, исполненной на открытие Прикаспийского саммита 29 сентября 2014, тема песни звучит как одна из основных.

### В литературе
Известный азербайджанский писатель Джафар Джаббарлы использовал эту народную песню в своих произведениях (например, написанная в 1931 году пьеса «В 1905 году» начинается исполнением этой песни в сопровождении тара). В 2002 году был опубликован рассказ «Сары гялин» азербайджанского писателя Эльчина Эфендиева. В 2006 году был издан художественно-исторический роман «Sarı Gelin Sarı Gyalin» турецкого писателя Кемаля Ялчина. В 2013 году было опубликовано одноимённое стихотворение «Sarı gəlin» азербайджанского поэта Ягуба Самедова, посвящённое песне.

### В кинематографе
В одном из эпизодов советского азербайджанского фильма «Юбилей Данте» (1978) отрывок из песни исполняет герой актёра Мамедрзы Шейхзаманова.
В 1998 году на экраны вышел одноимённый фильм азербайджанского кинорежиссёра Явера Рзаева «Сары Гялин», повествующий о Карабахской войне. В фильме Сары гялин становится невестой смерти, символизирующей и жизнь, и смерть в одном лице. В конце фильма песня исполняется на азербайджанском языке главными героями, азербайджанцем, которого играет Гаджи Исмайлов и армянином, роль которого исполняет Джахангир Зейналов.
Песня фигурирует в турецком фильме «Алмазы госпожи Салкым» (1999), где её поют по-турецки и по-армянски. Исследователь Баскын Оран в своей работе 2002 года отмечает, что возникшие жаркие дискуссии о происхождении песни, ещё пару лет назад были просто немыслимы.
В 2008 году на песню в исполнении заслуженного артиста Азербайджана Аббаса Багирова был снят клип, в котором приняли участие также народная артистка Азербайджана Амалия Панахова и народный артист Азербайджана Юрий Балиев.
В 2012 году состоялась премьера документального фильма немецкого режиссёра Клауса Бернхарда «Сары гялин. Мугам-джаз в Азербайджане». Картина начинается с рассказа о песне «Сары Гялин».
12 июня 2012 года состоялась презентация документального фильма «Сары гялин», снятого азербайджанским режиссёром Ровшаном Ниджатом. Съёмки фильма велись в Азербайджане, в Казахстане, Кыргызстане, России и других странах. Фильм рассказывает об истории песни, в ней также звучат разные версии этой народной песни.
В 2023 году в Азербайджане снят документальный фильм «В поисках Сары гялин», посвящённый происхождению песни, истории её создания, легендах и сказаниях о ней в народе. В октябре 2024 года фильм удостоен специальной награды IX Фестиваля документального кино тюркского мира.

### В танцевальном искусстве
Существует национальный азербайджанский танец «Сары Гялин», исполняющийся под музыку песни.

### В спорте
На чемпионате Европы по художественной гимнастике 2014 года в Баку азербайджанская команда выступила под композицию «Сары Гялин».
Песня звучала на церемониях открытия и закрытия I Европейских игр 2015 года в Баку.

### Музыкальные коллективы «Сары гялин»
В Азербайджане существует музыкальный ансамбль под названием «Сары гялин». В 2009 году коллектив занял первое место на седьмом международном фестивале «Мелодии Востока», который проходил в городе Самарканд.
В 2006 году норвежским вокалистом Ливом Рунесдаттером и азербайджанским кяманчистом Эльшаном Мансуровым был создан азербайджано-норвежский ансамбль «Сары гялин». Ансамбль исполняет азербайджанские мугамы и норвежские народные песни. Впервые в Азербайджане ансамбль выступил в 2010 году в государственной филармонии. Всего в ансамбле шесть исполнителей — три азербайджанца — Эльшан Мансуров (кяманча), Алекпер Алекперов (тар), Эхтирам Гусейнов (вокал) и три норвежца — Лив Рунесдаттер (вокал), Тува Томассен Болстад (скрипка) и Лейо Ника (аккордеон).

## В турецкой политике
В современной Турции песня Сары Гелин неразрывно связана с убийством в 2007 году турецкого журналиста армянского происхождения Гранта Динка. В частности песня исполнялась в 2007 году на съезде турецкой Партии справедливости и развития в память об убийстве.
Сары Гелин была исполнена в эфире турецкого телеканала Kanal D во время телепередачи «Шаффаф ода», где гостем был глава МИД Турции Ахмет Давутоглу. Ведущий, затронув дружеские и братские отношения, заявил «давайте вспомним и армян». Ахмет Давутоглу согласился с этим, с улыбкой и словами «с удовольствием» ответил на представление следующей песни ведущим «давайте послушаем армянскую народную песню „Сары гелин“». Также отмечается, что во время исполнения песни, глава МИД Турции тихонечко подпевал.

### Примеры исполнения
- Азербайджанская версия песни (на азерб. и англ.) в исполнении Сами Юсуфа (YouTube)
- Азербайджанская версия песни в исполнении Акифа Исламзаде. (YouTube)

- Армянская версия песни в исполнении Андре́ (YouTube)
- Армянская версия песни в исполнении Эмми (Youtube)